# Sinuolinea andameni
Sinuolinea andameni is een microscopische parasiet uit de familie Sinuolineidae. Sinuolinea andameni werd in 2002 beschreven door Kalavati, Dorothy & Pandian. 